# Olga de Amaral

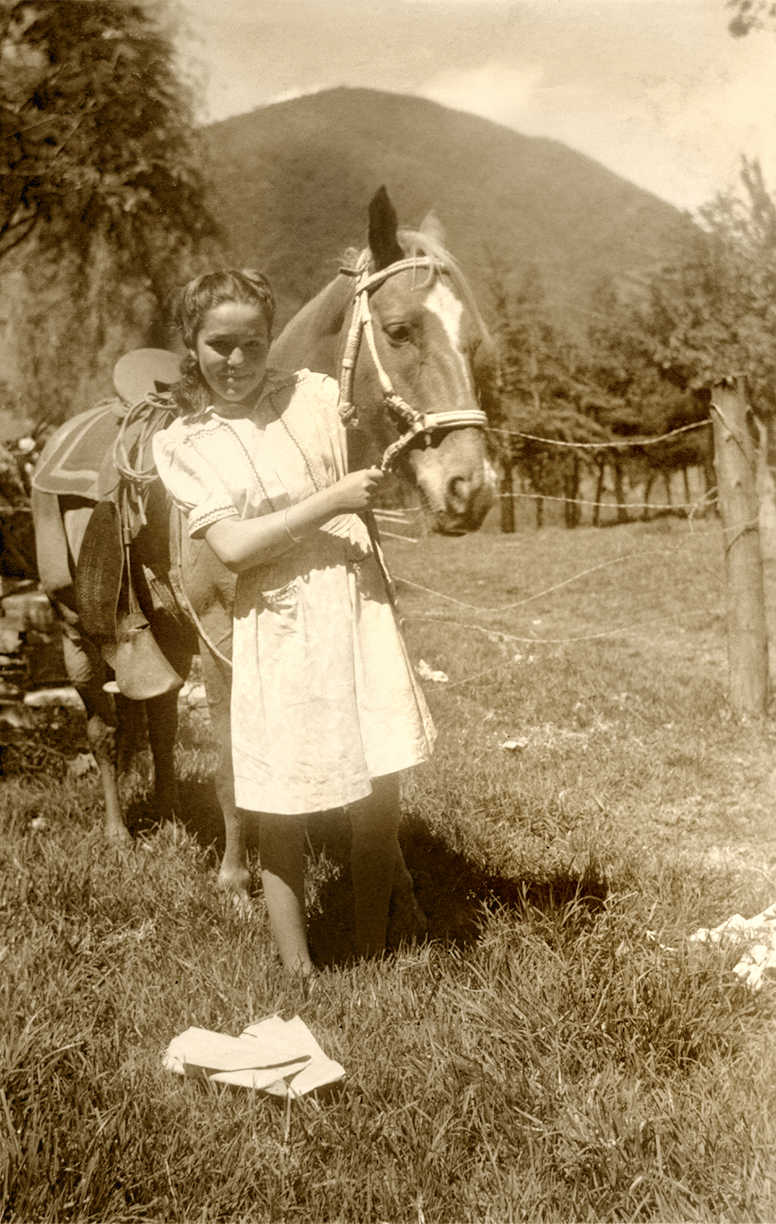
Olga in Ubaté, Cundinamarca, 1944

 Olga de Amaral (* 14. Juni 1932 in Bogotá, Kolumbien) ist eine kolumbianische Malerin und Textilkünstlerin.

## Leben und Werk
Amaral wuchs als Olga Ceballos Velez mit fünf Schwestern und zwei Brüdern in Bogotá auf. Nach dem Abitur erhielt sie 1952 einen Abschluss in Architekturdesign am Colegio Mayor de Cundinamarca in Bogotá, wo sie 1953 für ein Jahr als Direktorin der Fakultät für Architekturdesign arbeitete. 1954 studierte sie Englisch an der Columbia University in New York. Anschließend studierte sie 1955 Textilkunst an der Cranbrook Academy of Art in Bloomfield Hills, Michigan. 1957 heiratete sie den in Kalifornien geborenen Designillustrator und Bildhauer Jim Amaral, mit dem sie einen Sohn und eine Tochter hat. 1966 wohnte die Familie in New York und zog 1967 wieder nach Bogotá. Bereits 1965 gründete und leitete sie die Textilabteilung an der Universität der Anden in Bogotá, wofür sie 1973 ein Guggenheim-Stipendium erhielt. Amaral hat auf der ganzen Welt ausgestellt und ihre Arbeiten sind in den Sammlungen von über 40 Museen vertreten, darunter das Museum für Moderne Kunst in Paris, das Museum für Moderne Kunst in New York und das Metropolitan Museum of Art (MET), Art Institute of Chicago, Museum für Moderne Kunst, Kyoto, Japan und Renwick Gallery der National Gallery in Washington, DC.

## Auszeichnungen
- 1968–72:  Colombian representative for the World Crafts Council in Lima, Perú
- 1970–74:  Latin American representative for the World Crafts Council
- 1971: First Prize in the XXII Salón Nacional de Artistas in Bogotá, Colombia
- 1972: First Prize in the Tercera Bienal de Artes de Coltejer in Medellín, Colombia
- 1973: Guggenheim Fellowship, New York
- 1989: Honorary Chair in the Art Department at the University of California at Los Angeles
- 2005: Visionary Artist recognition by the Museum of Arts and Design in New York
- 2008: Ehrenamtliche Co-Vorsitzende für die Multicultural Audience Development Initiative at the Metropolitan Museum of Art in New York
- 2010: Member of the Academia Nacional de Bellas Artes in Buenos Aires, Argentinien
- 2011: Honoree of the Multicultural Benefit Gala at the Metropolitan Museum of Art, New York
- 2019: Präsidential Lifetime Achievement Award des Women’s Caucus for Art, New York

## Einzelausstellungen (Auswahl)
- 1958: Sociedad Colombiana de Arquitectos, Bogotá, Kolumbien
- 1961: Galería El Callejón, Bogotá, Kolumbien
- 1966: Universidad de Carabobo, Venezuela
- 1967: Skidmore Gallery, Saratoga Springs, New York, NY
- 1970: Banco de la Republica, Bogota, Colombia,
- 1971: Museum of Contemporary Crafts, New York, NY
- 1972: Museo de Arte Moderno, Bogotá, Kolumbien
- 1973: Galerie La Demeure, Paris
- 1974: André Emmerich Gallery, New York, NY
- 1975: Galerie Rivolta, Lausanne, Schweiz
- 1975: Australian National University, Acton, Australien
- 1976: Galería Belarca, Bogotá, Kolumbien
- 1977: La Galería, Quito, Ecuador
- 1979: Instituto Panameño de Arte, Panama-Stadt
- 1980: Olga de Amaral, Galería Témpora, Bogotá, Colombia
- 1983: Modern Masters Tapestries, New York
- 1984: The Allrich Gallery, San Francisco
- 1985: The Allrich Gallery, San Francisco
- 1986: Colombia nelle Corderie dell’Arsenale, 42nd Venice Biennale, Venedig
- 1987: The Allrich Gallery, San Francisco
- 1988: Navy Pier, Chicago
- 1989: The Allrich Gallery, San Francisco, CA
- 1990: Bellas Artes Gallery, Santa Fe, New Mexico
- 1992: Johnson County Community College Gallery of Art, Overland Park, Kansas
- 1993: Bogotá Museum of Modern Art, Bogotá, Colombia
- 1994: Galería Pérez McCollum, Guayaquil, Ecuador
- 1996: Galería Diners, Bogotá, Kolumbien
- 1997: Cleveland Institute of Art, Cleveland, Ohio
- 1999: Galería Diners, Bogotá, Kolumbien
- 2000: Pasos, Bellas Artes Gallery, Santa Fe, New Mexico
- 2001: Club el Nogal, Bogota, Kolumbien
- 2002: Museo de la Nación, Lima, Perú
- 2003: Bellas Artes Gallery, Santa Fe, New Mexico
- 2004: Embassy of Colombia to the United States, Washington D.C.
- 2005: Centro Cultural de Belém, Lissabon, Portugal
- 2007: Centro Cultural Casa de Vacas, Madrid, Spanien
- 2008: Eretz Israel Museum, Tel Aviv, Israel
- 2009: Nudos, Bellas Artes Gallery, Santa Fe, New Mexico
- 2010: Galerie Jean-Jacques Dutko, Paris
- 2011: Bellas Artes Gallery, Santa Fe, New Mexico
- 2012: Galerie Agnès Monplaisir, Paris
- 2014: Galerie Agnès Monplaisir, Paris
- 2015: Galeria La Cometa, Bogotá, Kolumbien
- 2016: CasaCano, Bogotá, Kolumbien
- 2016: Bellas Artes, Santa Fe
- 2016–2017: Galerie Agnes Monplaisir, Paris